# Mon oncle et mon curé (film)
Pour plus de détails, voir Fiche technique et Distribution.
Mon oncle et mon curé est un film français réalisé par Pierre Caron, sorti en 1939, adaptation du roman éponyme de Jean de La Brète, paru en 1889. Le film fut l'un des grands succès cinématographiques de l'entre-deux guerres.

## Synopsis
En province, une jeune femme du nom de Reine parvient, avec l'aide de son oncle et celle de son curé, à fausser compagnie à une tante acariâtre et à épouser l'élu de son cœur.

## Fiche technique
- Titre : Mon oncle et mon curé
- Réalisateur : Pierre Caron
- Scénario : Pierre Caron, Jean Nohain, d'après le roman Mon oncle et mon curé[1] de Jean de La Brète
- Dialogue : Jean Nohain
- Photographie : Willy Faktorovitch
- Décors : Jean Douarinou
- Monteur : André Gug
- Photographe de plateau : Roger Forster
- Son : Antoine Petitjean
- Musique originale : Jane Bos
- Montage : Dan Lebental
- Production : Charles Tenneson
- Sociétés de production et distribution : Pathé Consortium Cinéma
- Langue : français
- Pays d'origine :  France
- Format :  Noir et blanc - 35 mm - Son mono
- Genre : Comédie psychologique
- Durée : 85 min. (1h25)
- Date de sortie : 
  - France - 8 mars 1939

## Distribution
- Annie France (Annie Bleue) : Reine de Lavalle
- André Lefaur : l'oncle Pavol
- René Génin : le curé
- Germaine Aussey : Blanche
- Paul Cambo : Paul de Comprat
- Alice Tissot : Mademoiselle de Lavalle, tante de Reine
- Pauline Carton : Hortense
- Marcel Pérès : Jean Perez
- Suzanne Dehelly : Suzon
- Jean Témerson : le chauffeur
- Geo Forster